# Łagodzin (przystanek kolejowy)
Łagodzin – zlikwidowany przystanek kolejowy w Łagodzinie, na linii kolejowej nr 414 Gorzów Wielkopolski Zieleniec – Chyrzyno, w województwie lubuskim, w Polsce.